# 1866 v športu
1866 v športu.

## Atletika
- Amateur Athletic Club postane krovna atletska organizacija Združenega kraljestva, gosti tudi prvo nacionalno prvenstvo

## Bejzbol
- Članstvo v NABBP se potroji, nove ekipe so iz vse bolj oddaljenih mest. Ni več jasnega prvaka.

## Golf
- Odprto prvenstvo Anglije - zmagovalec Willie Park starejši

## Konjske dirke
- Grand National Steeplechase, Aintree, zmagovalec  Salamander, jahač Alec Goodman

## Veslanje
- Regata Oxford-Cambridge - zmagovalec Oxford

## Rojstva
- 24. februar — Hubert van Innis, belgijski lokostrelec
- 5. avgust — Harry Trott, avstralski igralec kriketa
- 12. avgust — Henrik Sillem, nizozemski športni strelec
- 18. december — Holger Nielsen, danski sabljač, športni strelec in atlet